# Bulbophyllum eciliatum
Bulbophyllum eciliatum är en orkidéart som beskrevs av Rudolf Schlechter. Bulbophyllum eciliatum ingår i släktet Bulbophyllum och familjen orkidéer. Inga underarter finns listade i Catalogue of Life.